# オークランド (軽巡洋艦)
オークランド (USS Oakland, CL/CLAA-95) は、アメリカ海軍の軽巡洋艦。アトランタ級軽巡洋艦の5番艦。
艦名はカリフォルニア州オークランドに因む。その名を持つ艦としては2隻目。

## 艦歴
「オークランド」はカリフォルニア州サンフランシスコのベスレヘム造船で1941年7月15日に起工した。1942年10月23日にオーレリア・H・ラインハート博士によって命名・進水し、1943年7月17日に艦長ウィリアム・K・フィリップス大佐の指揮下で就役した。

### 1943年
「オークランド」は1943年夏からのサンディエゴ沖での訓練航海を経て、11月3日に真珠湾に到着した。オークランドはフナフティ島近海に進出し、3隻の重巡洋艦および2隻の駆逐艦と第50.3任務群を構成し、ガルヴァニック作戦の支援を行った。任務群はギルバート諸島での水陸両用作戦を援護し、機動部隊は11月19日から空中援護を開始した。日本側は航空部隊を繰り出し、20日午後から機動部隊を攻撃した（ギルバート諸島沖航空戦）。「オークランド」は対空砲火により機動部隊に接近した2機を撃墜し、別の2機を追い払った。
11月26日から、機動部隊はマーシャル諸島の北東海域で再び日本機の空襲を受けた。「オークランド」は対空砲火で日本機を撃退し続けたものの、12月4日23時32分に空母「レキシントン (USS Lexington, CV-16) 」の艦尾に魚雷が命中し、「オークランド」は損傷した「レキシントン」を護衛して後方に下がり、12月9日に真珠湾に帰投した。

### 1944年
「オークランド」は第58.1任務群に加わり、1944年1月16日に真珠湾を出撃した。任務群は1月29日にマロエラップ環礁を空襲し、翌1月30日からのクェゼリンの戦いの援護を行った。2月1日のクェゼリン環礁に対する水陸両用作戦を支援した後、「オークランド」は任務群と共に、占領したばかりのマジュロに2月4日入港した。任務群は2月12日にマジュロを出撃し、2月16日から17日にかけてトラック島空襲を行ってトラック諸島の日本海軍施設に大打撃を与えた。任務群は2月21日と22日にマリアナ諸島の日本軍拠点を攻撃し、「オークランド」は日本機の夜間攻撃を迎え撃って2機を撃墜し、もう2機を追い払う支援を行ってマジュロに帰投した。
「オークランド」は3月7日、第58.1任務群と共にエスピリトゥサント島に向かった。任務群はソロモン諸島近海を通過し、3月20日にニューブリテン島北方にあるエミラウ島への上陸作戦を支援した。3月27日にカロリン諸島に入った任務群は、日本機の空襲に遭遇したものの、「オークランド」や他の艦艇の対空砲火により損害を受けず追い払った。任務群は3月30日にパラオ、3月31日にヤップ島、4月1日にウォレアイ環礁を攻撃し、4月6日にマジュロに帰投した。
4月中、任務群はウェーク島とサワー環礁への攻撃を行った後、トラック諸島を再度攻撃し、4月29日から30日にかけてはサタワン環礁を攻撃した。5月1日にポナペ島を攻撃した後、「オークランド」と任務群は5月4日にクェゼリンに帰投した。「オークランド」は対空訓練の後、再び任務群と行動を共にし、6月11日のグアムへの空襲の後、小笠原諸島目指して北方に向かった。
第58任務部隊（マーク・ミッチャー中将）は、要塞化されたマリアナ諸島に西方に出て、反攻に出てきた日本艦隊を迎え撃った。6月19日のマリアナ沖海戦では、3つの航空部隊から発進した日本の航空攻撃隊を「オークランド」などの対空砲火などにより完膚なきまでに撃ち落とした。これを所謂「マリアナの七面鳥撃ち」と言う。海戦の終盤、攻撃から帰ってきた味方攻撃隊を収容するため、ミッチャー中将は全艦艇にライトを点灯させて帰投の手助けをするよう命じた。「オークランド」は36インチのサーチライトを点灯した。
第58.1任務群は6月23日、パガン島と硫黄島を攻撃し、6月27日に補給のためエニウェトク環礁に帰投。6月30日に小笠原諸島への再度の攻撃のため出撃し、7月3日から4日にかけて父島と硫黄島を攻撃した後、7月5日には南下してマリアナ諸島沖に達した。7月7日、任務群はグアムとロタ島を交互に攻撃し、「オークランド」は駆逐艦「ヘルム (USS Helm, DD-388) 」と共にオロテ半島沖で撃墜されたパイロットを救助した。
8月にはスカベンジャー作戦に参加。8月4日8時ごろ、偵察機は父島近海でジグザグ航行を行い、横須賀に向かっていた日本の4804船団を発見した。報告から2時間後、任務群の航空部隊は輸送船団に対して攻撃を開始した。「オークランド」は、軽巡「サンタフェ (USS Santa Fe, CL-60) 」「モービル (USS Mobile, CL-63) 」「ビロクシ (USS Biloxi, CL-80) 」および第91駆逐群とともに、輸送船団に止めを刺す攻撃部隊を臨時に編成した。12時41分、攻撃部隊は任務群から一時離脱し、30ノットの速力で弟島と嫁島の近海に17時30分ごろ進出した。駆逐艦は巡洋艦の前に出てスクリーンを構成し、18時45分頃に小型タンカーを撃沈した。19時24分には、輸送船団から反転してきた駆逐艦「松」を発見して撃沈した。21時45分、「オークランド」は父島南方で反転する7,500トン級の貨物船を発見して撃沈した。「オークランド」はさらに、二見港に対して艦砲射撃を行い、海岸砲台を沈黙させた後8月5日11時19分にこの海域を離脱していった。一連の砲撃により、数隻の日本船が沈没し、水上機基地は破壊され、港湾施設は炎上した。9月6日から8日にかけて、「オークランド」のいる任務群はパラオ近海に向かい、ペリリュー島を攻撃した。9月22日にはさらに西方に向かい、ルソン島の日本軍航空基地を空襲した。
10月6日、「オークランド」は任務群と共にウルシー環礁を出撃し、10月10日には沖縄を空襲。10月12日に台湾と澎湖諸島を攻撃し、避退している最中の18時35分、日本機が反撃してきた（台湾沖航空戦）。10月13日、この日も日本機の空襲があり、「オークランド」は日本機を撃退していった。しかし、18時35分に第38.1任務群（ジョン・S・マケイン・シニア少将）の重巡「キャンベラ (USS Canberra, CA-70) 」が魚雷の命中により大破。翌10月14日にも軽巡「ヒューストン (USS Houston, CL-81) 」が同じく魚雷の命中により大破した。「オークランド」は損傷し曳航される「キャンベラ」と「ヒューストン」を途中まで護衛した後、10月17日から19日まではルソン島攻撃を支援。10月20日のレイテ島上陸の援護を行った。第38.1任務群は補給のためウルシーに向かう途中、レイテ沖海戦が起こったことを知り、レイテ湾に迫る日本艦隊を撃退するため反転した。この海戦で、日本海軍は有効な戦闘部隊としては事実上終焉を迎えた。
11月から12月にかけて、第38任務部隊の各任務群はフィリピンの戦いの支援で各地を空襲し、「オークランド」は一貫して護衛に任じた。また、12月18日に遭遇し何隻かの艦艇が大損害を蒙ったコブラ台風をも乗り切った。

### 1945年
1945年1月11日、「オークランド」はサンフランシスコに到着し、3月4日までオーバーホールに入った。オーバーホール終了後真珠湾に向かい、3月9日に到着。オアフ島南方洋上で最終的な訓練を行った後、来る沖縄戦のため14日にウルシーに向けて出港した。30日にウルシーに到着した「オークランド」は、翌日他の艦艇と共に出撃し、4月2日に第58.4任務群に合流した。以後5日間、第58.4任務群は南西諸島中、もっとも西方にある先島諸島に対する攻撃を行った。4月10日、「オークランド」は第58.3任務群に配置換えとなり、翌4月11日には急降下爆撃機の攻撃を撃退した。
「オークランド」は、4月15日に九州各地の飛行場を攻撃する第58任務部隊の他の任務群と共に北上した。日本機は、何度も任務部隊上空の空中援護の戦闘機を突破して艦艇に突入しようとした。「オークランド」は、そのうちの銀河1機を撃墜し、別の1機を追い払った。4月17日、任務部隊は沖縄の防御拠点を攻撃。反撃する神風は、朝の警戒飛行をやり過ごして任務部隊に突入してきたが、対空砲火でそのうちの2機を撃墜した。4月29日にも別の日本機を追い払った。第58.3任務群は4月の間、日本機の攻撃を合計11日間も受け続けた。
5月11日朝、偵察機が集団で飛び去った後、朝の配食を食べ終えた「オークランド」の乗組員は、いつものように配置についた。その時、2機の神風が空母「バンカー・ヒル (USS Bunker Hill, CV-17) 」に突入し、1機は艦橋に激突した。「オークランド」から3隻の救命ボートが出され、海上に放り出された「バンカー・ヒル」の乗組員を救助した。任務部隊は5月13日に九州各地の飛行場を再び空襲し、翌5月14日朝に日本機の反撃があった。朝食後、1機の零戦が雲の合間から旋回するのが確認された。「オークランド」はただちに対空砲火を打ち上げたところ、この零戦は姿を消したかに見えた。しかし、実際には態勢を立て直しただけであり、零戦は空母「エンタープライズ (USS Enterprise, CV-6) 」に突入して穴を開けた。これに続いて、神風の集団がやってきた。15分の間に、「オークランド」は神風に対して4回反撃し、うち2回の撃墜の援助が認められた。5月の残りの期間、第58.3任務群と共に沖縄沖にあり、5月29日に第5艦隊（レイモンド・スプルーアンス大将）が第3艦隊（ウィリアム・ハルゼー大将）に代わった際に第38.1任務群に移った後、レイテ湾に向かった。6月1日、レイテ湾北西部のサンペドロ湾に帰投した。
7月1日、第38任務部隊はサンペドロ湾を出撃し、日本各地への攻撃に向かった。「オークランド」は第38.3任務群（ジェラルド・F・ボーガン少将）に属した。攻撃は7月10日から関東地方と北海道への空襲から始まり、「オークランド」は7月17日から20日にかけての東京攻撃、7月24日から27日にかけての呉、神戸への攻撃および7月30日の名古屋への攻撃と東京への再攻撃に参加した。8月7日には東北地方と北海道への再度の攻撃を行うため、北に針路を向けた。8月15日、日本が降伏を受諾したため攻撃中止命令が出され、「オークランド」は日本占領のため指定された区域に向かった。
8月30日に空母と顔合わせをした後、翌8月31日に「オークランド」は横須賀軍港防波堤外の東京湾上に、戦艦「ミズーリ (USS Missouri, BB-63) 」から数千ヤード離れた地点に錨を下ろした。そして、9月2日に「ミズーリ」艦上で行われる降伏文書調印式を見物するための特等席がオークランドに設けられた。

### 戦後
9月27日夜、東京湾内に停泊していた「オークランド」に、折りから襲来した台風で流されたタンカーが衝突し、「オークランド」は艦首を破損した。10月1日、マジック・カーペット作戦に参加して沖縄に向かい、沖縄のベテラン兵士を乗せて10月3日、サンフランシスコに向かった。10月20日にサンフランシスコに到着した「オークランド」は、10月27日の海軍記念日を命名元のオークランドで迎えた。11月から12月にかけては、エニウェトクおよびクェゼリンのベテラン兵士を乗せ、年末を迎えられるよう手配した。一連の輸送作戦が一段落した後、ブレマートンで不活性化されたが、しばらく練習艦として活用されることとなり、不活性化は取り消されてピュージェット・サウンド海軍造船所でオーバーホールに入った。
「オークランド」は1946年7月から1947年1月の間、サンディエゴとその近海で砲術訓練艦として行動し、1月6日から9月8日までの間は、西太平洋方面での練習航海に参加した。1949年3月18日、CLAA-95 （防空軽巡洋艦）に艦種変更され、7月1日にサンフランシスコで退役した。1959年3月1日に除籍され、12月1日にルイス・サモンズにスクラップとして売却された。
「オークランド」のマストと銘板は、命名元のオークランドに寄贈された。2002年7月、そのマストはオークランド港の西側にあるミドル・ハーバー海浜公園に移設された。
「オークランド」は第二次世界大戦の戦功で9個の従軍星章を受章した。